# Château de Lavalette
Le château de Lavalette est un château situé à Viane, dans le Tarn (France).

## Historique
Le château de Lavalette a peut-être été construit au cours du XVIIIe siècle. Néanmoins, il est très sûrement bien plus ancien, et pourrait même dater du XVe siècle. Il s'avère alors qu'il aurait subi de lourds remaniements au XVIIIe siècle, dont témoignent les fenêtres et la porte d'entrée.
La bâtisse est de nouveau modifiée au XIXe siècle, et ces travaux l'ont dénuée d'une partie de son ancienneté.

## Architecture
Le château de Lavalette se présente sous la forme d'un corps de logis rectangulaire s'élevant sur trois étages. Il est construit en schiste, avec des toits en lauzes. Quatre tours, entièrement insérées dans le bâtiment, flanquent ses angles. Elles sont toutes coiffées de toits en pavillon surmontés d'une croix en fer. Toutes identiques, seule la tour de l'angle sud-est se démarque : elle est à la fois plus massive et plus haute.
Les fenêtres sont à croisées de meneaux et la porte de style Louis XV. Les modifications du XIXe siècle ont ajouté des corbeaux carrés en aplomb des toitures.